# یوخاری بیغیر
یوخاری بیغیر (به لاتین: Yuxarı Bığır) یک منطقه مسکونی در جمهوری آذربایجان است که در شهرستان اسماعیل‌لی واقع شده است.